# Mar das Flores

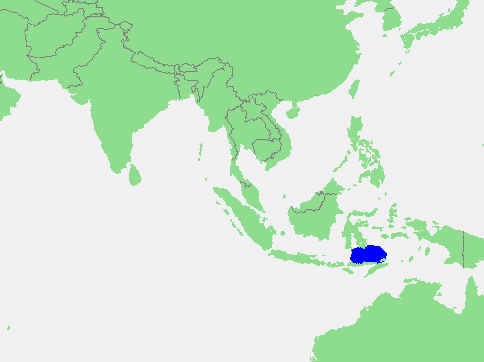
Localização do mar das Flores

O mar das Flores, com 240.000 km², é um mar do oceano Pacífico no limite do oceano Índico.
Próximo ficam o mar de Java, mar de Banda, mar de Savu e o estreito de Macáçar.
As ilhas que circundam este mar são as Pequenas Ilhas da Sonda e Celebes (Sulawesi), e as ilhas mais pequenas de Tanahjampea, Boneogeh, Bonerate e Kalaotoa.